# Selaginella ornithopodioides
Selaginella ornithopodioides là một loài dương xỉ trong họ Selaginellaceae. Loài này được Spring mô tả khoa học đầu tiên..
Danh pháp khoa học của loài này chưa được làm sáng tỏ. 